# Tony Lo Bianco
Anthony LoBianco, conocido como Tony Lo Bianco, (Brooklyn, Nueva York, 19 de octubre de 1936-Maryland, 11 de junio de 2024) fue un actor de cine, teatro y televisión estadounidense.

## Biografía
Hijo de un taxista,fue conocido por sus papeles en películas de culto como The French Connection, The Honeymoon Killers y God Told Me To. Fue boxeador, participó en la liga amateur Golden Gloves y fue también uno de los fundadores del Triangle Theatre en 1963, del cual fue director artístico durante seis años. Fue el portavoz de la Orden de Hijos de Italia en América.

## Filmografía

### Cine
- The Sex Perils of Paulette (1965)
- Star! (1968)
- The Honeymoon Killers (1970)
- The French Connection (1971)
- Serpico (1973)
- The Seven-Ups (1973)
- God Told Me To (1976)
- Merciless Man (1976)
- Jesus of Nazareth (1977)
- F.I.S.T. (1978)
- Bloodbrothers (1978)
- Separate Ways (1981)
- City heat (1984)
- City of Hope (1991)
- Nixon (1995)
- The Juror (1996)
- Cold Night Into Dawn (1997)
- Mafia! (1998)
- Rocky Marciano (1999)
- Endangered Species (2002)

### Televisión
- El Superagente 86 Temporada 01 Episodio 22 "Smart, the Assassin" (1966)
- La historia de Jacob y José (1974)
- The Twilight Zone, episodio: "If She Dies" (1985)